# カフェ・ド・フロール
カフェ・ド・フロール（Café de Flore）は、1887年創業のフランスの老舗カフェ。
正面のテラスは、パリ6区サン＝ジェルマン＝デ＝プレ地区のサンジェルマン大通りに面している。アポリネールが主宰する『レ・ソワレ・ドゥ・パリ』誌の編集室が置かれていたことから、彼を中心とする前衛芸術家・文学者が集まり、シュルレアリスムの運動が生まれた。戦中から戦後にかけてはサルトル、ボーヴォワールを中心とする実存主義哲学者の活動拠点となり、やがて、映画界・モード界の著名人が常連となった。1994年に将来が期待される若手作家に与えられるフロール賞を創設。2005年に、日本人の山下哲也がフランス人以外で初のメゾン・ギャルソンとなった。

## 歴史

### 創設
カフェ・ド・フロールは1887年頃に設立された。ただし、1884年または1885年とする説もあり、公式ウェブサイトには、「おそらく1887年に」創設されたと記されているが、1939年にポール・ブーバルが店を買い取るまでの経営者は不明である。1885年は、サン＝ブノワ通りを挟んだ隣に、1873年に同じ6区のビュシ通りから移転した流行品店ドゥ・マゴが、カフェバーとして新装開店した年であり、同じ1885年に競って開店したとする説もあるが、後述のように、常連客は2つのカフェを行き来しており、両店舗が激しい競合環境にあったわけではない。店名の「フロール」は、ローマ神話の花と春の女神「フローラ」の意であり、店舗があるサンジェルマン大通りの向かいに小さなフローラ像があったことに由来する。

### シャルル・モーラス - アクション・フランセーズ
王党派のアクション・フランセーズを結成したシャルル・モーラスが19世紀末頃に、カフェ・ド・フロールの建物の1階に入居し、機関紙『アクション・フランセーズ』掲載の記事「フロール（フローラ）の星の下に」と題する記事を執筆した。これは後に「ドレフュス事件」、「アクション・フランセーズの結成」を含む回想録『フロールの星に捧げる』として出版されることになる。この関係から、モーラスと彼のアクション・フランセーズを支持する雑誌『ル・ディヴァン』の編集委員がカフェ・ド・フロールで集会を開いていた。1921年にサン＝ジェルマン＝デ＝プレで創設された「ル・ディヴァン」書店は、15区に移転して現在も営業している。

### アポリネール - シュルレアリスム - 前衛芸術・文学活動の拠点

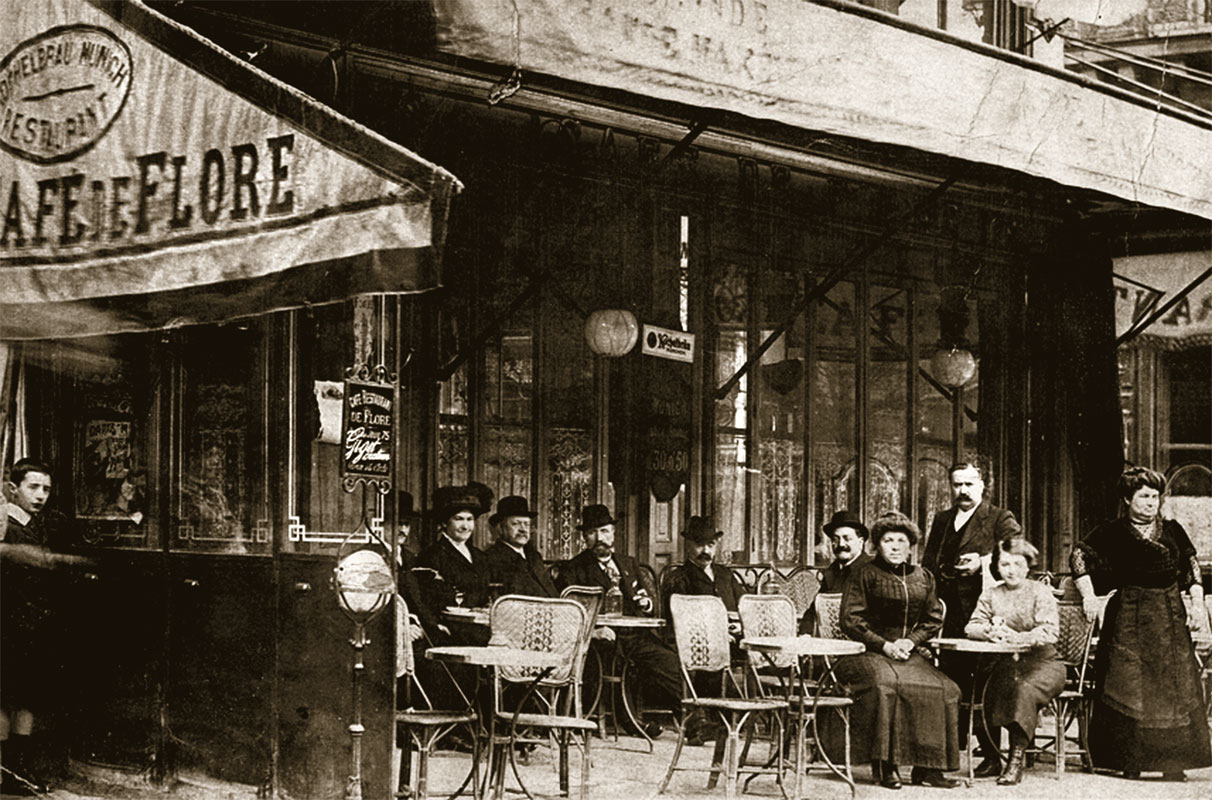
1900年頃のカフェ・ド・フロール

1913年頃から同じサンジェルマン大通りの202番地に住んでいたギヨーム・アポリネールがカフェ・ド・フロールの1階に彼が主宰する月刊美術・文学雑誌『レ・ソワレ・ドゥ・パリ』の編集室を置き、ここを活動拠点とするようになった。毎週火曜の午後にアポリネールを囲む会が行われ、フランシス・カルコ、ラウル・デュフィ、マックス・ジャコブ、ジャン・コクトー、エリック・サティらが集まっていた。アポリネールはここで1917年にフィリップ・スーポーをアンドレ・ブルトンに紹介した。1917年は、シャトレ座でジャン・コクトーの台本、エリック・サティの音楽、ピカソの舞台芸術、レオニード・マシーンの振付による前衛バレエ『パラード』の初演が行われ、このプログラムでアポリネールが初めて「シュルレアリスム」という言葉を使用した年であり、この2年後にはブルトンとスーポーにより自動記述の実験が行われ、この結果をシュルレアリスムの最初の作品『磁場』として発表することになる。また、トリスタン・ツァラが彼らによるパリ・ダダイスムに参加するために、活動拠点をチューリッヒからパリに移すと、彼もまたカフェ・ド・フロールの常連となった。
1930年代、パスカルという人気のギャルソンがいた。アルベール・カミュがその哲学的教養の深さから「デカルト」と名付け、1970年に引退するまでカフェ・ド・フロールの歴史において最も著名なギャルソンとして知られることになった。当時の常連には、カミュのほか、作家・政治家のアンドレ・マルロー、詩人のレオン＝ポール・ファルグがいた。また、作家レーモン・クノーは、ジョルジュ・バタイユや、ブルトンによってシュルレアリスム運動から除名されたミシェル・レリス、ロベール・デスノス、ロジェ・ヴィトラックらと頻繁に会い、1933年には、隣のドゥ・マゴで、アカデミックなゴンクール賞に対抗して、斬新で独創的な作品を積極的に評価するためにドゥ・マゴ賞を創設し、クノーの『はまむぎ』を選出した。
一方で、引き続きアクシオン・フランセーズの拠点として、ティエリ・モルニエやロベール・ブラジヤックも出入りしていた。作家が集まる場所は出版関係者にとっても重要な場所となり、この頃同地区に創設されたグラセ出版（1907年創業）、ガリマール出版社（1911年創業）、ドノエル出版社（1930年創業）、スイユ出版社（1935年創業）の経営者らが訪れていた。いずれも、ゴンクール賞（1902年創設）やルノードー賞（1926年創設）の受賞作品を多数出版していることで知られる。
1920年代から、前衛芸術・文学活動の拠点が、かつてピカソ、マックス・ジャコブ、モディリアーニらがアトリエを構えていたモンマルトルからサン＝ジェルマン＝デ＝プレに近い14区のモンパルナスに移った。一時は、サン＝ジェルマン＝デ＝プレ地区とモンパルナス地区は競合関係にあったが、後者はまもなく衰退し、これに伴って、アンドレ・ドラン、アルベルト・ジャコメッティ、オシップ・ザッキン、イヴ・タンギーらの画家がカフェ・ド・フロールに集まるようになった。
同じ頃、映画の発展に伴って、脚本家、映画監督らがカフェ・ド・フロールに集まり、議論を交わすようになった。特に脚本家のジャック・プレヴェールを中心とする、映画監督マルセル・カルネ、イヴ・アレグレ、ポール・グリモー、ジャン＝ルイ・バロー、ロジェ・ブラン、ポール・フランクールらの「10月グループ」であり、ここに俳優のセルジュ・レジアニ、モーリス・バケ、シルヴィア・バタイユ（ジョルジュ・バタイユの妻、女優）らも加わった。

### 戦中・戦後 - サルトル & ボーヴォワール 実存主義の拠点
第二次世界大戦が勃発した1939年、ポール・ブーバル (1908-1988) がカフェ・ド・フロールを買い取った。パリの各区を舞台にした連作『新編パリの秘密』を発表したレオ・マレの第4作『サン＝ジェルマン＝デ＝プレの夜』（邦題『サンジェルマン殺人狂騒曲』）に同店の主人として描かれる人物である。ブーバルは中南部アヴェロン県（オクシタニー地域圏）のサン＝トゥラリー＝ドルト出身の両親のもとにパリ8区に生まれ、カフェ・ド・フロール買収前の1922年に同区にキャバレー「ブフ・シュル・ル・トワ（屋根の上の牡牛）」を開店していた。店主はカフェの中央に大きな石炭ストーブを設置した。物資が不足し、すべて配給制であった戦時下で、ストーブのあるカフェに多くの作家が訪れ、何時間でも執筆し続けた。
この頃最初に常連となったのはシモーヌ・ド・ボーヴォワールであった。彼女は当時、処女作『招かれた女』を執筆しており、1943年にガリマール社から出版した。1941年に、兵役に服し、捕虜収容所に収容されたサルトルが病気のためにパリに戻ると、カフェはボーヴォワール、サルトルのほか、カミュ、レイモン・アロン、モーリス・メルロー＝ポンティら実存主義哲学者の拠点となった。1943年2月に上演されたサルトルの『蠅』、6月に出版された『存在と無』は、その大半がカフェ・ド・フロールで書かれたものである。ただし、彼らはカフェ・ド・フロールと隣のドゥ・マゴを行き来し、ほとんど丸一日、カフェで過ごしていた。サルトルは、朝9時から正午まで執筆をして、昼食に出て午後2時に戻ると友人と夜8時まで議論し、夕食後は前もって予定を入れていた打ち合わせを行うといった日課であった。
ジャズが流行し、サン＝ジェルマン＝デ＝プレに次々とジャズクラブが開店した。作家のボリス・ヴィアンは自らクラブで演奏し、サルトル、ボーヴォワールもミュージシャンと親しかった。カフェ・ド・フロールの客はジャズクラブにも足しげく通っていた。カフェ・ド・フロールの地下でもジャズの演奏が行われ、ボリス・ヴィアンもトランペット奏者として参加した。彼は戦後まもなく『サン＝ジェルマン＝デ＝プレ入門』を著すことになる。
占領下では、カフェ・ド・フロールにドイツ兵が訪れることはほとんどなかったが、初代店主の孫にあたる作家のクリストフ・ブーバルは、ドイツ兵が店に入ってトイレを使おうとしたとき、彼の母（店主の娘）が、これを遮って、「ドイツ兵は悪い人だから、トイレを使ってはいけない」と抗議したというエピソードを紹介している。この頃、毎日のようにカフェを訪れたのは作家レオン＝ポール・ファルグとモーリス・サックスであった。対独協力ユダヤ人として謎の死を遂げたサックスは、店主ブーバルが経営するもう一軒の店「屋根の上の牡牛」に因む回想録『屋根の上の牡牛の時代』を1939年に発表している。

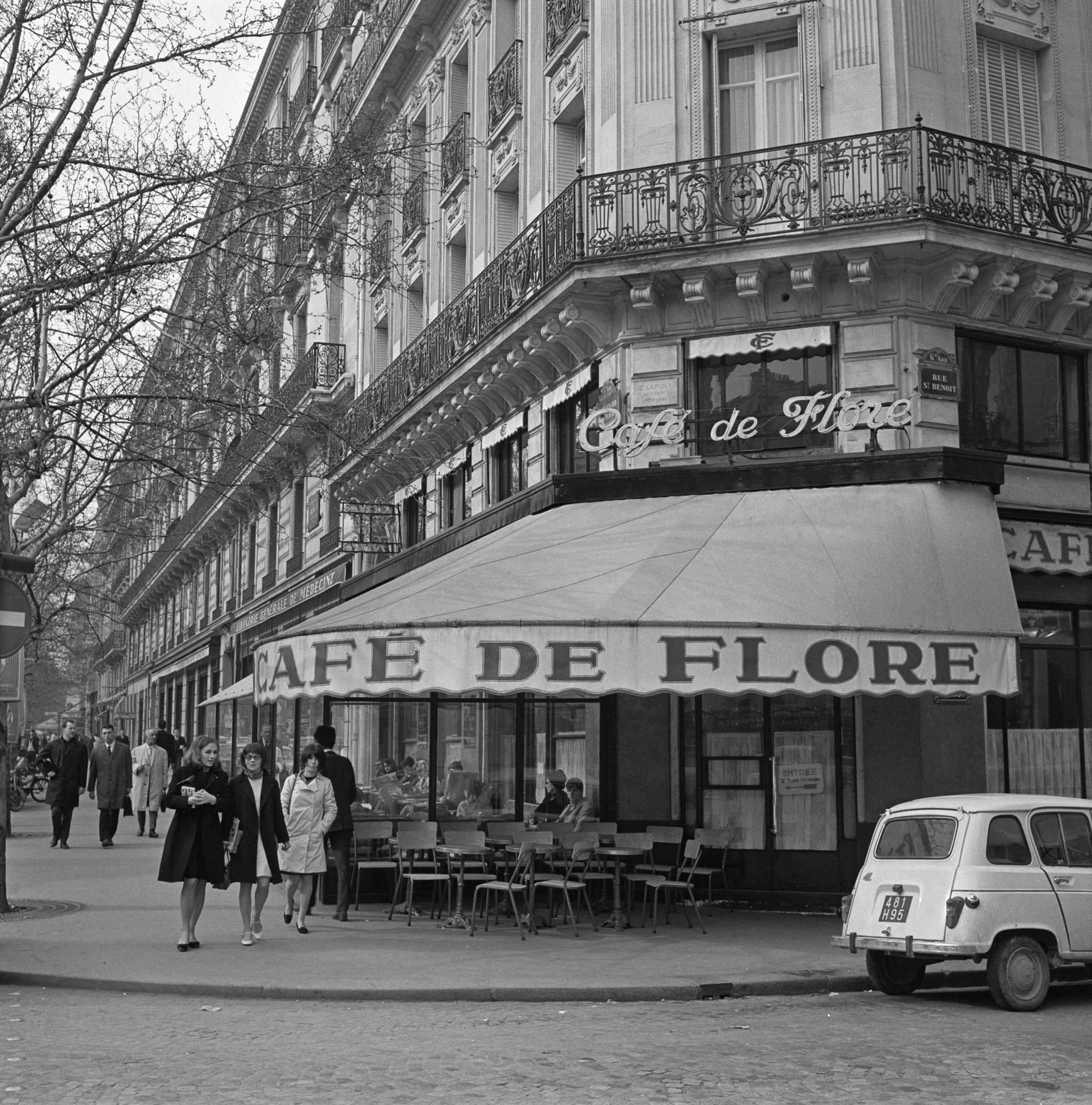
カフェ・ド・フロール（1965年、Nationaal Archief）

カフェ・ド・フロールは左派・右派を問わず、すべての客を受け入れた。プレヴェールらの10月グループと、サルトルを中心とする実存主義哲学者ないしは共産主義グループが共存する自由な雰囲気があり、1950年代から60年代にかけては同性愛者の密会の場でもあった。同性愛がまだ「反社会的な」行為、あるいは精神疾患とすら見なされていた時代のことであり、LGBT運動の最初の組織が結成されたのは1971年のことである。

### 映画界・モード界の著名人
戦後はサルトルらに他国の作家が合流した。アーサー・ケストラー、アーネスト・ヘミングウェイ、トルーマン・カポーティ、ロレンス・ダレルらである。さらに、ロジェ・ニミエ、ミシェル・デオン、アルベール・ヴィダリー、アントワーヌ・ブロンダンら、作家のうちでも主に脚本家として活躍する人々が集まった。こうした流れから、1960年代は映画関係者、特にクリスチャン・ヴァディム、ジェーン・フォンダ、ジーン・セバーグ、ロマン・ポランスキー、マルセル・カルネ、ブリジッド・バルドー、アラン・ドロン、シモーヌ・シニョレ、イヴ・モンタン、ジェラール・フィリップらの著名な映画監督や俳優が常連の大半を占めるようになった。
さらに、著名なファッション・デザイナーがサン＝ジェルマン＝デ＝プレに店舗を構えるようになり、イヴ・サン＝ローランと共同創業者のピエール・ベルジェ、マルセル・ロシャス、ユベール・ド・ジバンシィ、カール・ラガーフェルド、パコ・ラバンヌ、ギ・ラロッシュ、ソニア・リキエルらが常連となった。映画関係者もますます増え続け、ハリウッド映画関係者も多数訪れた。このような客層の変化、これに伴う雰囲気の変化によって、芸術家や知識人の足は遠のいた。カフェ・ド・フロールは、現在、高級な老舗カフェの一つである。
1983年、店主ブーバルはシルジェゴヴィック夫妻にカフェ・ド・フロールを譲渡した。現取締役社長はコレット・シルジェゴヴィックである。

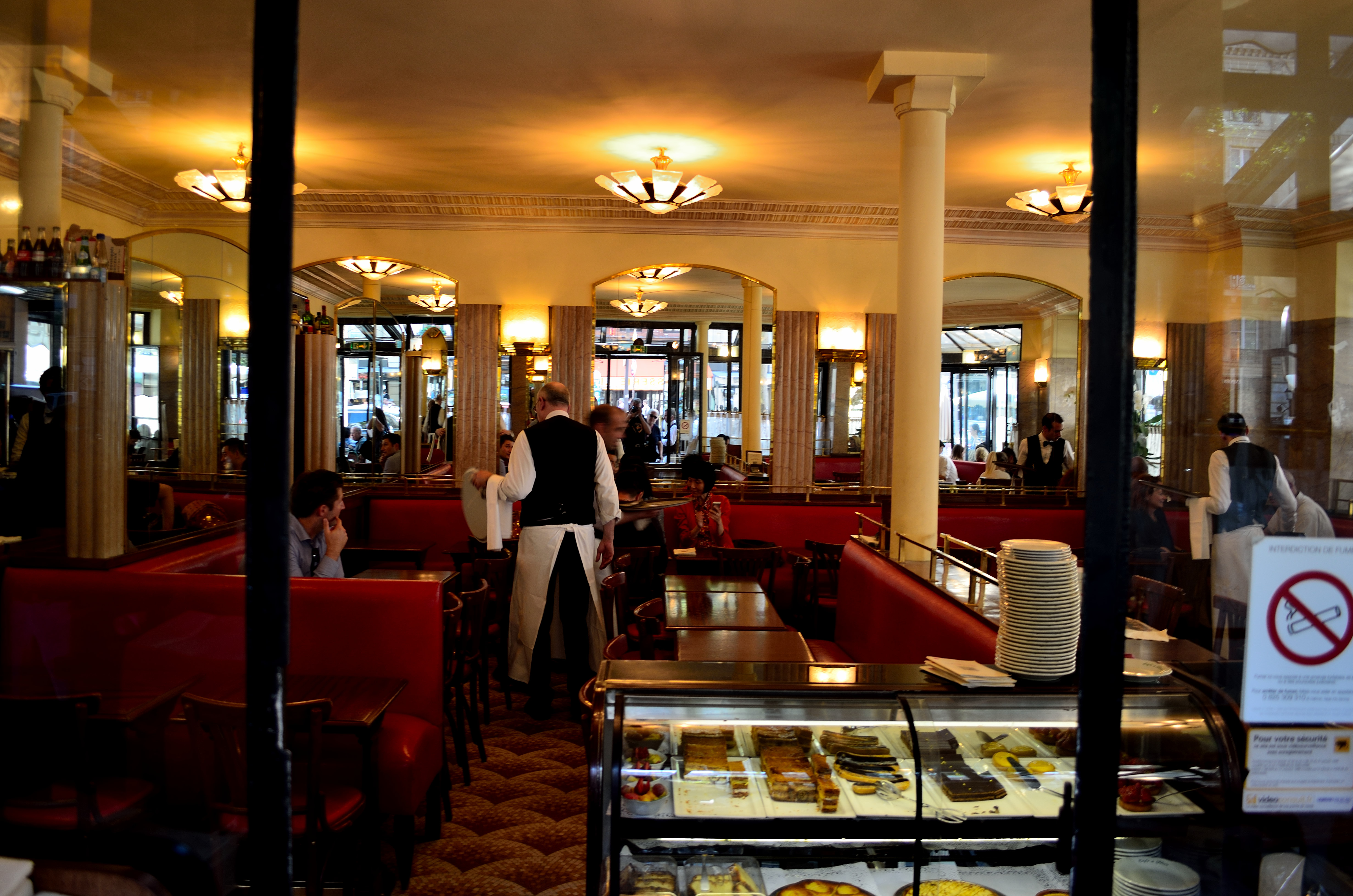
カフェ・ド・フロールの店内

1994年、フレデリック・ベグベデ（2003年アンテラリエ賞、2009年ルノードー賞受賞作家）とカフェ・ド・フロールの広報担当カロール・クレティエンノによってフロール賞が創設された。将来が期待される若手作家に与えられる文学賞であり、文学カフェとしての伝統を振り返り、再びこれを受け継いで行くことを目的としている。第1回受賞者は、現在、主に映画監督・脚本家として活躍しているヴァンサン・ラヴァレックであり、以後、ミシェル・ウエルベック（1996年）、アメリー・ノートン（2007年）、トリスタン・ガルシア（2008年）らが受賞している。
2005年、フランス人以外で初のメゾン・ギャルソンが誕生した。日本人の山下哲也である。

## 参考資料
- Christophe Durand-Boubal (2004), Café de Flore: l'esprit d'un siècle, Fernand Lanore
- Marika Droneau (2018), Histoires de comptoirs : le café de Flore et les Deux Magots, Léléphant (La revue de culture générale)
- Petite histoire du Café de Flore, Paris ZigZag - Insolite & Secret
- Anne Béric Le Goff (2005), Histoire du Café de Flore, Paris-Bistro
- Sophie Fontanel (2005), Café de Flore - Histoire, Café de Flore